# Mina Pfyffer
Mina Pfyffer (Zofingen, 13 november 1874 - Brugg, 29 oktober 1955) was een Zwitserse feministe en tuberculosebestrijdster uit het kanton Aargau.

## Biografie
Mina Pfyffer was een dochter van Gottfried Keller, een leraar en rédacteur, en van Elisabetha Geissmann. Na haar schooltijd bracht ze een tijd door in Romandië. In 1898 Johann Pfyffer, een arts gevestigd in Zofingen. Ze ging aan de slag als medewerkster van haar echtgenoot, zowel in zijn kabinet als in het ziekenhuis. In 1909 was ze medeoprichtster van de Aargauische Frauenliga zur Bekämpfung der Tuberkulose, waarvan ze van 1919 tot 1946 voorzitster was. Onder haar leiding groeide deze organisatie en in 1922 volgde de erkenning van de Confederatie tot liefdadigheidsorganisatie. Reeds vroeg legde ze de nadruk op preventie en stelde voor om in elk district van het kanton Aargau een sociale dienst op te richten.